# Erik Forsgren (orienterare)
Erik Forsgren, född den 24 oktober 1966, är en svensk f.d. landslagslöpare i orientering och friidrott.
Erik Forsgren är uppväxt i Enebyberg och har Enebybergs IF som moderklubb men bor sedan länge i Karlstad och springer för OK Tyr (har också representerat Spårvägens FK och Järfälla OK).
Erik Forsgren är civilingenjör i Teknisk Fysik från KTH.